# Wie werde ich Filmstar?
Wie werde ich Filmstar? ist ein deutscher Spielfilm von Theo Lingen aus dem Jahr 1955.

## Handlung
Marianne, das Mannequin, Brigitte, die kleine Chorsängerin und Elli, die Posaunistin der Tanzkapelle „Stramme Acht“, sind drei Freundinnen, die davon träumen, für den Film entdeckt zu werden. Noch aber hungern sie sich durch die Schauspielschule. Eines Tages steht in der Zeitung ein Inserat der Firma WIMASTA (Wir machen Stars) die Nachwuchstalente sucht und auch gleich Probeaufnahmen macht. Was niemand ahnt, es ist kein Film in der Kamera, denn das Unternehmen ist eine Schwindelfirma. Nur das Aufnahmehonorar und eine Kaution müssen hinterlegt werden um den Gaunern so viel Geld wie möglich einzubringen. Auch der Zeitungsfahrer Fritz Neumann mit seinem Bruder sowie der Polizist Hampel und eine hübsche Schiffsstewardess sind unter den Talenten, die sich vorstellen. Allen wird natürlich ein Vertrag in Aussicht gestellt, Marianne wird sogar eine Rolle mit Dieter Borsche versprochen.
Selbstverständlich erzählt sie diese Neuigkeit sofort ihrem Freund Günther Scholz, der als Regieassistent bei einer Filmproduktion beschäftigt ist. Da Günther als Branchenkenner auf dem Markt Bescheid weiß, durchschaut er den Schwindel und lässt die Betrüger kurzerhand auffliegen. Von der Gerichtsverhandlung werden Fotos der Zeugen in den Zeitungen veröffentlicht, was wiederum der Regisseur Altmann von der „Castel-Film“ zu Gesicht bekommt. Da kommt ihm die Idee, einige von denen in das Revuefinale seines neuen Films mit einzubauen und lässt Probeaufnahmen machen. Der Zeitungsfahrer Fritz wird zwar ohne seinen Bruder genommen, er selbst ist aber ein Naturtalent. Elli muss feststellen, dass es nicht zur großen Tragödin reicht, aber zur guten Komödiantin. Als Marianne die Probeaufnahmen sieht, wird ihr klar, dass ihre Schauspielkunst nicht viel Wert ist. Dafür will sie aber jetzt mit ihrem Freund Günter Scholz gemeinsam durchs Leben gehen.

## Produktion
Der Film wurde im Atelier Hamburg-Wandsbek produziert. Die Außenaufnahmen entstanden in Hamburg und Umgebung. Wie werde ich Filmstar? hatte am 21. Juli 1955 im Kino Lichtburg in Essen Premiere.

## Kritik
Das Lexikon des internationalen Films bezeichnete den Film als kleine Schlagerparade mit Vertretern des Showgeschäfts der 50er Jahre und zusammengestückelter, meist klamaukhafter Handlung.